# Vakhx
El Vakhx és un riu de l'Àsia central afluent de l'Oxus (Amudarià) per la seva riba dreta, que neix al sud de la vall de Fergana, al Kirguizstan i corre pel Tadjikistan fins al Amudarià. Al seu curs superior és conegut com a riu Surkhob o Surkhab (diferent però del riu Sukhab de l'Afganistan).
Markwart creu que el nom Wakhsh va derivar en el grec Oxos, i va donar el nom clàssic Oxus.